# Tatort: Schweinegeld
Schweinegeld ist ein Fernsehfilm aus der Fernseh-Kriminalreihe Tatort der ARD und des ORF. Es ist der 21. gemeinsame Fall des Berliner Ermittlerduos Ritter und Stark. Der Fernsehfilm wurde vom RBB unter der Regie von Bodo Fürneisen produziert und am 1. November 2009 im Ersten zum ersten Mal gesendet.
Die Ermittler haben sich um einen Entführungsfall mit Todesfolge zu kümmern und sehen sich mit ominösen Geschäften in der Fleischbranche mit einem Geflecht von Subventionsbetrug sowie einer privaten Tragödie konfrontiert.

## Handlung
Kathi Dambrowski macht sich Sorgen um ihren Geliebten Hans Merklinger. Er ist bereits seit zwei Tagen verschwunden und in ihrer Angst sucht sie dessen Ehefrau auf, von der sie jedoch schroff an der Haustür abgewiesen wird. Kurz darauf wird Merklinger im Kühlhaus seiner Großmetzgerei tot aufgefunden. Er ist als „Schnitzelkönig von Berlin“ bekannt und war vor einigen Jahren in einen Gammelfleisch-Skandal verwickelt.
Ritter und Stark befragen als erstes den Sohn und Juniorchef, Maximilian Merklinger. Er gibt an, dass sein Vater schon seit vier oder fünf Tagen nicht mehr in der Firma war. Er wirkt auf die Kommissare etwas überheblich und gibt zu, mit seinem Vater selten einer Meinung gewesen zu sein. Gerade jetzt, wo er dabei ist, ukrainische Teilhaber für die Firma zu finden. Schon seit einiger Zeit bestehen finanzielle Engpässe, weshalb in der Schlachterei vorwiegend billige bulgarische Mitarbeiter beschäftigt werden, die über das Subunternehmen von Joachim Kahle bezogen werden. Stark stellt dort Nachforschungen an und Kahle erklärt, dass er für Merklinger nur als Strohmann fungiert habe, damit die ausländischen Arbeitskräfte als legale EU-Arbeiter galten. Der eigentliche Chef der Leiharbeiter sei Florian Dimitrow, der allerdings mit den Lohngeldern der letzten Monate verschwunden sei.
Während Stark sich um Kahle kümmert, sucht Ritter Merklingers Witwe auf. Sie gibt an, dass ihr Mann bereits vor einem knappen Jahr bei ihr ausgezogen sei, und nimmt die Nachricht vom Tod ihres Mannes scheinbar gelassen auf. Sie teilt mit, dass der Scheidungstermin bereits angesetzt gewesen sei. Sie profitiere davon, dass ihr Ehemann vor diesem Termin zu Tode gekommen sei. Auch ihr Sohn Maximilian ist anwesend und er legt Ritter einen Erpresserbrief vor, wonach jemand seinen Vater in seiner Gewalt hätte und 100.000 Euro forderte. Er gibt an, die Polizei nicht eingeschaltet zu haben, weil der Brief offensichtlich vom Vorarbeiter seiner bulgarischen Arbeitskräfte, Victor Selkov, stammte. Da den Männern schon drei Monate kein Lohn gezahlt wurde, war für ihn klar, dass Selkov zwar der Absender des Briefes war, aber auch, dass er bluffte. Trotzdem will Ritter ihn befragen, kommt jedoch gerade dazu, als er fliehen will. Dabei wird Ritter von Selkov zu Boden geschlagen und muss verletzt ins Krankenhaus gebracht werden. Da er nun für die Ermittlungen ausfällt, springt Lutz Weber für ihn ein.
Der Rechtsmediziner findet bei der Untersuchung des Opfers heraus, dass Merklinger nicht an Unterkühlung, sondern an einem Herzinfarkt gestorben ist. Weber konstatiert: eine Entführung mit Kollateralschaden.
Bei seinen Ermittlungen kommt Stark hinter einen Subventionsbetrug. Für Fleischlieferungen in die Ukraine erhält die Firma Merklinger Subventionen von der EU. Dabei kommt das Fleisch dort nur auf dem Papier an und wird in Wirklichkeit nur bis Polen gefahren und von dort als angeblich polnische Ware für eine belgische Firma nach Deutschland transportiert. Die Bestätigung, dass das Fleisch in der Ukraine angekommen ist, erteilen die Brüder Litvin, die gerade jetzt die neuen Teilhaber bei Merklinger werden wollen.
Unvermittelt wird Joachim Kahles Subunternehmer Florian Dimitrow erschossen aufgefunden. Die erste Spur führt sofort zu Maximilian Merklinger. Ganz bewusst haben die ukrainischen Brüder Litvin die Indizien so gelegt, dass ihr Geschäftspartner belastet wird. Damit zwingen sie ihn, die Firma komplett an sie zu verkaufen, ohne dass er Teilhaber bleibt. In seiner Not wendet Merklinger sich an die Polizei und arbeitet mit ihr gegen die Brüder zusammen. Mit einem Sender versehen gelingt es ihm, die Ukrainer des Mordes an Dimitrow zu überführen, und sie können verhaftet werden. Mit Hans Merklingers Tod haben sie aber nichts zu tun; sie hielten den Sohn für den Täter.
Auf der Suche nach den Entführern von Merklinger kommt Joachim Kahle in Verdacht, da er bei einer der Fleischlieferungen Ware mit nach Hause genommen hatte und dabei mit Trichinen verseuchtes Fleisch erwischt hat. Nach dem Verzehr ist seine kleine Stieftochter gestorben. Er wird festgenommen und gesteht, dass er Merklinger gefangengehalten hat, damit der seine Schuld eingestehe: die Schuld am Tod seiner kleinen Tochter.

## Hintergrund
Schweinegeld wurde von teamWorx Television & Film GmbH im Auftrag des Rundfunks Berlin-Brandenburg hergestellt. Die Dreharbeiten erfolgten in Berlin.

## Rezeption

### Einschaltquoten
8,22 Millionen Zuschauer sahen die Folge Schweinegeld in Deutschland bei ihrer Erstausstrahlung am 1. November 2009, was einem Marktanteil von 22,5 Prozent entsprach.

### Kritik
Rainer Tittelbach von tittelbach.tv meint anerkennend: „‚Schweinegeld‘ ist nicht nur ein indirekter Werbefilm für Vegetarier, sondern auch ein runder, sozialkritischer Recherchekrimi. […] Reichlich Handlung mit gesellschaftlichem Hintergrund, viele angedeutete menschliche Dramen, hohes Tempo, starke Gesichter. Ein solider, für Berliner Verhältnisse überdurchschnittlicher ‚Tatort‘.“
Tilmann P. Gangloff lobt den Tatort und seine konzentrierten Inszenierung bei Kino.de. Er schreibt: „‚Schweinegeld‘ ist ein treffender Titel für diesen ‚Tatort‘, der nicht zuletzt durch seine sorgfältige Bildgestaltung beeindruckt. […] Immer wieder zeigt die Kamera gerade die Büros aus einer extremen Deckenperspektive. Andererseits braucht man für die Schlachthofaufnahmen einen starken Magen. […] Dennoch imponiert der Film vor allem durch sein komplex gewebtes, aber immer flüssiges Erzählmuster.“
Bei Stern.de urteilt Dieter Hoß: Mit „Verknappung und viel Klischee“ sei es den Filmemachern gelungen, „trotz eines schier überbordenden Konstrukts aus Verstrickungen und Verbrechen“ zum Schluss doch alles wieder zusammenzufügen. Sein Endurteil: „Spannend war dieser Berliner ‚Tatort‘ eigentlich nie.“
Die Kritiker der Fernsehzeitschrift TV Spielfilm finden, dieser Tatort sei ein: „Kluger Wirtschaftskrimi mit Action light.“